# نيحار (القبيطة)

تعديل مصدري - تعديل

نيحار هي إحدى قرى عزلة كرش بمديرية القبيطة التابعة لمحافظة لحج، بلغ تعداد سكانها 81 نسمة حسب تعداد اليمن لعام 2004.